# 스페인 헌법 (1978년)

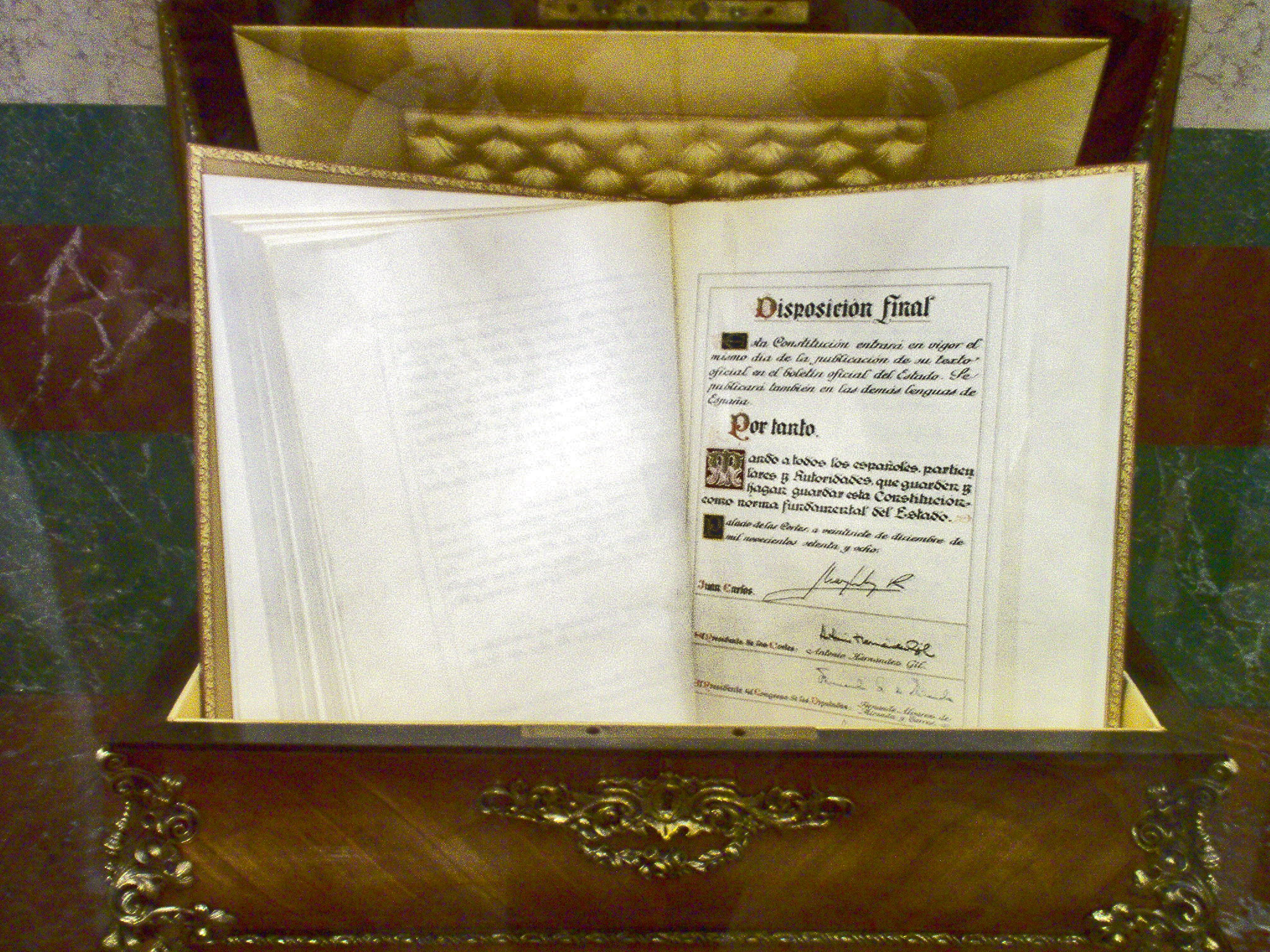
스페인 국왕 후안 카를로스1세가 서명한 스페인 헌법

스페인 헌법은 스페인 왕국의 헌법으로서 1978년 헌법 개정을 통해 제정됐다. 민주주의로 전향하는 스페인 사회에서 태어난 스페인 헌법은 수많은 과거 헌법을 계승한다.

## 유래
독재자 프란시스코 프랑코가 1975년에 죽자 총선을 통해 스페인 의회가 헌법 초고 작성 및 승인을 위해 구성된다.
의회에 제출되기 위해 7명으로 구성된 구성인단이 의원 중에 따로 선출돼 초고 작성 작업에 착수했다. 이들을 두고 스페인 헌법의 아버지(padres de la Constitución)로 부르며 다양한 정치적 색깔을 담을 수 있도록 의회에서 충분히 고려했다. 집권 정당으로서의 역할을 충분히 담을 수 있도록 하는 법적 제고안도 포함시켰다.
작가이자 왕실령으로 상원에 진출한 카밀로 호세 세라는 후에 헌법에 일일이 담긴 단어를 다듬는다. 그러나 중의성이 지적되면서 그가 표기하거나 제시한 단어는 대부분 승인되지 못했다.
1978년 10월 31일 의회에서 승인됐으며 1978년 헌법 개정안으로 12월 6일 스페인 국민에 의해 승인됐다. 88%로의 유권자가 새로운 헌법을 지지했다. 마침내 12월 27일 스페인의 후안 카를로스 1세가 확언하면서 12월 29일 공식적으로 승인돼 공표되기에 이른다. 이후로 스페인 국경일로 12월 6일이 제헌절로 지정돼 현재에 이르고 있다.

## 국가 구조
헌법은 각 지역의 지방자치와 그 국적을 인정한다.
예비 문구
2절 헌법은 와해될 수 없는 스페인의 통합에 기초하며 보편적이고 차별 대우 받지 않는 모든 스페인 사람들에게 적용된다; 각 자치 지방의 자치권을 인정하고 그들의 결속력으로 구성된다.
결과적으로 스페인은 이에 따라 17개의 자치 지방과 두 개의 자치 도시로 구성되며 헌법은 스페인은 연방으로 명시하고 있긴 하지만 실질적으로 각 사안에 따라 각 자치 지방의 의결권이 상당하여 각 사안에 따라 다른 정도의 개입이 이뤄진다. 나바라 지방에서는 준 연방지위를 인정하여 세금 징수를 요구하는 시민 운동이 일어났으며 바스크 지방에서는 공항 관리를 중앙 정부가 갖는다.
조항143번
1절. 자치 정부의 정부 행사를 명시하며 이는 조항 2번의 헙법을 통해 각 지방의 경계와 문화적, 역사적, 경제적 특성을 반영했다. 도서 영토와 지역도 이에 해다외며 자치 기구를 만들어 결속력을 확보하도록 하여 각각의 독립체를 구성하도록 한다.

## 사회적 권리

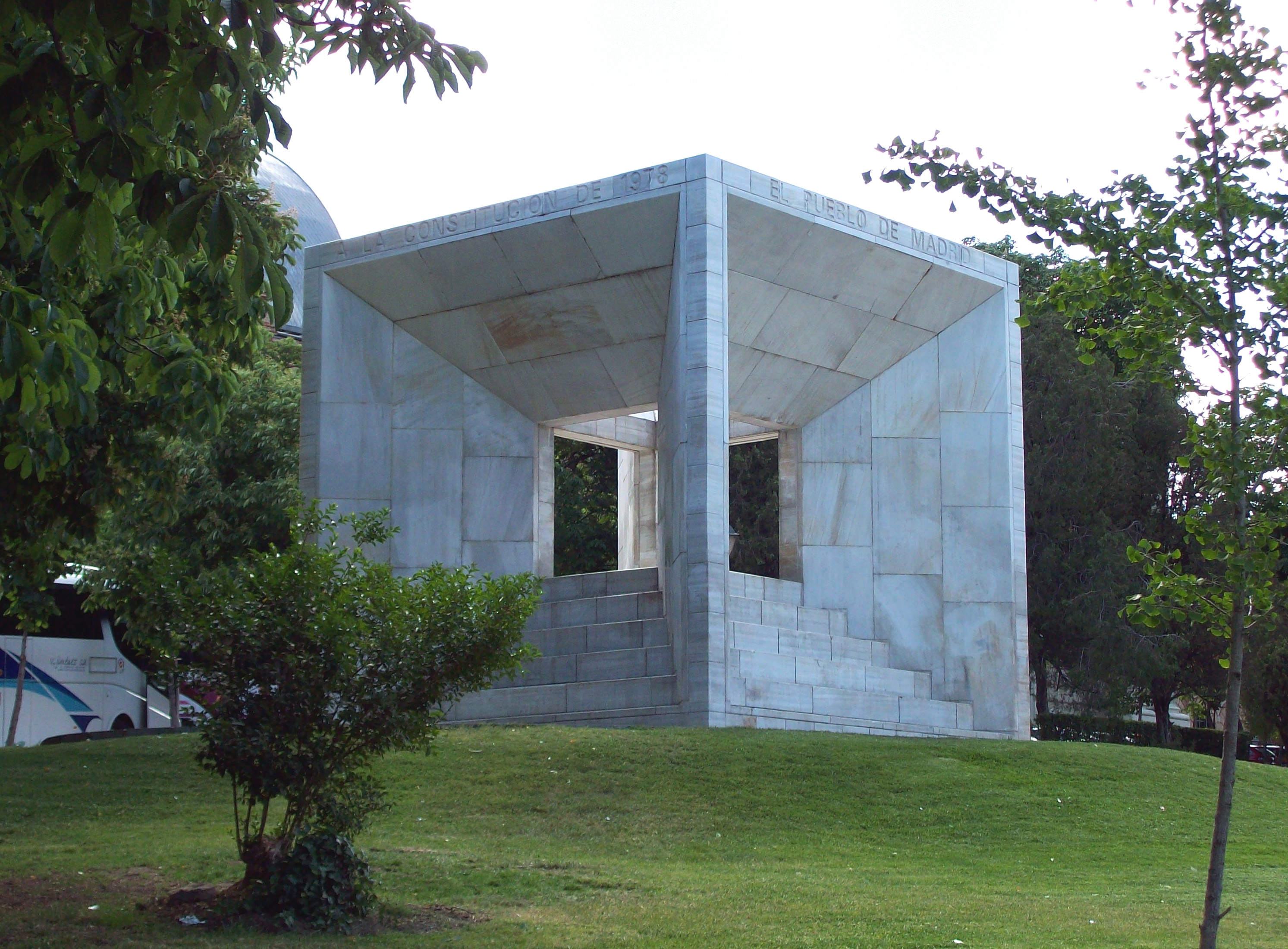
1978년 헌법 기념비- 마드리드

스페인 헌법은 일부의 권리장전을 포함하며 사회적 권리에 대해 명시하여 "민주주의에 기반한 법치주의 사회를 구현한다"(Estado social y democrático de derecho)고 처음부터 쓰고 있다. 그러나 사회적 권리는 14조와 28조까지 명시된 개인의 권리만큼 강하지 않으며 실질적으로 원칙이자 경제 정책상의 필요한 조처로 보았기 때문이다. 그러나 개인의 권리가 반드시 법원이나 재판소에서 이에 앞서는 것은 아니다.
다른 부분에서는 주거권이 명시되어 있어 47조에는 "모든 스페인 사람들이 적합한 환경에서 거주할 권리가 있다. 정부 관리는 필요한 주거 환경과 이에 대한 기준을 만들어 토지의 잘못된 사용을 제한하여 공공선이 이뤄질 수 있도록 해야한다. 공동체는 호혜를 위해 도시 계획에 대중의 의견을 반영해야 한다."고 서술되어 있다.</ref> 취업의 경우 40조는 사회경제적 진보와 더 나은 부의 분배(지방과 개인의 소득분배)를 위해 사회적 고려가 필요하며 겨제 안정성에 바탕을 두어야 한다고 서술하였으며 가능한 한 최대한의 취업률을 유지토록 해야한다고 명시했다. 사회복지부분에 대해서는 41조가 서술하여 사회안전보장이 모든 시민의 적합한 사회적 지원을 받을 자격이 있으며 부가적인 지원과 이해관계에 대한 고려는 선택적으로 적용될 수 있다고 보았다. 보건 혜택에 대해서도 43조에서 예방과 필요 조치에 대한 이행을 국가의 책임으로 명시하여 모든 부분에 대한 법적 기준이 있음을 밝혔다. 연금법에 대해서는 50조가 서술하며 "공공 부분이 보장 범위를 정하여 기간에 따라 이를 조정할 수 있으며 충분한 수입원을 노인 인구에 제공한다"고 쓰여 있다. 지급에 대해서는 특별한 제한 없이 고령 인구의 복지를 이룰 수 있도록 복지 정책을 채택해 보건, 주거, 문화여가 생활을 뒷받침한다고 덧붙였다.
스페인 사회당이 강성하면서 사기업에 대한 국가의 간섭과 공공부문에 대한 개입 및 노동자의 생산 시설 소유에 관한 법률 등이 포함되었다.

## 같이 보기
- 헌법 경제학
- 입헌주의